# Omar Martínez Legorreta
Omar Martínez Legorreta (* 1935 in Mexiko-Stadt) ist ein ehemaliger mexikanischer Botschafter.

## Leben
Omar Martínez Legorreta studierte internationale Beziehungen an der Johns Hopkins University. Er war von 24. Februar 1976 bis 2. Februar 1980 Botschafter bei der Regierung von Deng Xiaoping in Peking in der Volksrepublik China, und zeitgleich bei der Regierung des Demokratischen Kampuchea und von Vietnam. Er war von 17. April 1979 bis 18. März 1981 Botschafter bei der Regierung von Josip Broz Tito in Belgrad und der Regierung in Tirana in Albanien.
1989 war er Vorsitzender des Colegion Mexiquense in Toluca.

## Veröffentlichungen
- Relaciones México-Japón: nuevas dimensiones y perspectivas mit Aki? Hosono 1985.

| Vorgänger                 | Amt                                                                      | Nachfolger                 |
| ------------------------- | ------------------------------------------------------------------------ | -------------------------- |
| Perla María Carvalho Soto | Mexikanischer Botschafter in Belgrad 17. April 1979 bis 18. März 1981    | José Héctor Ibarra Morales |
| Eugenio Anguiano Roch     | Mexikanischer Botschafter in Peking 24. Februar 1976 bis 2. Februar 1980 | Víctor Manzanilla Schaffer |
| Eugenio Anguiano Roch     | Mexikanischer Botschafter in Hanoi 16. Januar 1976 bis 1. November 1976  | Arturo González Sánchez    |